# Sean Green
Sean Curtis Green, (nacido el 2 de febrero de 1970 en Santa Mónica, California) es un exjugador de baloncesto estadounidense. Con 1.96 de estatura, su puesto natural en la cancha era el de alero. 

## Trayectoria
[actualizar]